# Margaret Franks
Margaret "Peggy" Franks (geb. vor 1947) ist eine englische ehemalige Tischtennis-Nationalspielerin aus den 1940er und 1950er Jahren. Sie wurde einmal Weltmeister im Doppel und zweimal im Mannschaftswettbewerb.

## Werdegang
Margaret Franks – in Fachkreisen meist "Peggy" genannt – nahm von 1947 bis 1955 an acht Weltmeisterschaften teil. Dabei wurde sie 1947 und 1948 mit der englischen Mannschaft Weltmeister. 1948 gewann sie noch den Titel im Doppel mit Vera Thomas (vormals Vera Dace) durch einen Sieg im Finale gegen das englisch-schottische Paar Dóra Beregi/Helen Elliot. 1949 unterlag sie im Endspiel des Teamwettbewerbs der Mannschaft der USA und holte somit Silber. Dazu kommen sechs Bronzemedaillen, nämlich 1950, 1951 und 1952 im Mannschaftswettbewerb, 1947 im Mixed mit Victor Barna, 1949 im Mixed mit Johnny Leach sowie 1950 im Doppel mit Vera Thomas.
Weitere Erfolge erzielte sie 1948 bei den Welsh Open im Doppel mit Adele Wood sowie ein Jahr später, als sie bei den French Open in allen Disziplinen siegte: Einzel, Doppel mit Yolande Vannoni und Mixed mit Richard Bergmann.
Im Juli 1949 wurde sie in der ITTF-Weltrangliste auf Platz sieben geführt.

## Privat
Margaret Franks ist die Tochter eines Boxers. Im Januar 1950 heiratete sie den englischen Tischtennisnationalspieler Ronald Hook, mit ihm hat sie einen Sohn. Die Eheleute arbeiten in einer Spielzeugfabrik in Walthamstow (London).

## Turnierergebnisse
| Verband | Veranstaltung     | Jahr | Ort       | Land | Einzel        | Doppel        | Mixed         | Team |
| ------- | ----------------- | ---- | --------- | ---- | ------------- | ------------- | ------------- | ---- |
| ENG     | Weltmeisterschaft | 1955 | Utrecht   | NED  | letzte 32     | letzte 16     | letzte 64     |      |
| ENG     | Weltmeisterschaft | 1954 | Wembley   | ENG  | letzte 128    | letzte 16     | letzte 32     |      |
| ENG     | Weltmeisterschaft | 1952 | Bombay    | IND  | letzte 16     | Viertelfinale | Viertelfinale | 3    |
| ENG     | Weltmeisterschaft | 1951 | Wien      | AUT  | letzte 32     | letzte 16     | letzte 16     | 3    |
| ENG     | Weltmeisterschaft | 1950 | Budapest  | HUN  | letzte 16     | Halbfinale    | Viertelfinale | 3    |
| ENG     | Weltmeisterschaft | 1949 | Stockholm | SWE  | Viertelfinale | Viertelfinale | Halbfinale    | 2    |
| ENG     | Weltmeisterschaft | 1948 | Wembley   | ENG  | letzte 16     | Gold          | Viertelfinale | 1    |
| ENG     | Weltmeisterschaft | 1947 | Paris     | FRA  | letzte 32     | letzte 16     | Halbfinale    | 1    |